# Liste der Landesregierungen Vorarlbergs

Vorarlbergisches Landeswappen

Die Liste der Landesregierungen Vorarlbergs listet alle Landesregierungen des österreichischen Bundeslandes Vorarlberg seit der Auflösung des Habsburger Vielvölkerreiches nach dem Ersten Weltkrieg auf.
Erste Republik/Austrofaschismus
- Provisorische Landesregierungen Ender I und Ender II (1918/1919)
- Landesregierung Ender III (1919–1923)
- Landesregierung Ender IV (1923–1928)
- Landesregierung Ender V (1928–1930)
- Landesregierung Redler (1930–1931)
- Landesregierung Ender VI (1931–1932)
- Landesregierung Ender VII (1932–1934)
- Landesregierung Winsauer (1934–1938)

Zweite Republik
- Vorarlberger Landesausschuß (1945)
- Landesregierung Ilg I (1945–1949)
- Landesregierung Ilg II (1949–1954)
- Landesregierung Ilg III (1954–1959)
- Landesregierung Ilg IV (1959–1964)
- Landesregierung Keßler I (1964.1969)
- Landesregierung Keßler II (1969–1974)
- Landesregierung Keßler III (1974–1979)
- Landesregierung Keßler IV (1979–1984)
- Landesregierung Keßler V (1984–1987)
- Landesregierung Purtscher I (1987–1989)
- Landesregierung Purtscher II (1989–1994)
- Landesregierung Purtscher III (1994–1997)
- Landesregierung Sausgruber I (1997–1999)
- Landesregierung Sausgruber II (1999–2004)
- Landesregierung Sausgruber III (2004–2009)
- Landesregierung Sausgruber IV (2009–2011)
- Landesregierung Wallner I (2011–2014)
- Landesregierung Wallner II (2014–2019)
- Landesregierung Wallner III (2019–2024)
- Landesregierung Wallner IV (2024-jetzt)